# Feuerschutzsteuergesetz
Das Feuerschutzsteuergesetz (Abkürzung: FeuerschStG) ist das Gesetz zur Feuerschutzsteuer Deutschlands, welches der Beschaffung von Einnahmen zur Finanzierung der Staatsausgaben dient. Die Feuerschutzsteuer gehört zu den Ländersteuern. 
Die Feuerschutzsteuer wird auf die Prämien für Feuerversicherungen erhoben. Der Feuerschutzsteuer unterliegt die Entgegennahme des Versicherungsentgelts aus Feuerversicherungen einschließlich Feuer-Betriebsunterbrechungsversicherungen, Gebäudeversicherungen und von Hausratversicherungen, wenn das Versicherungsentgelt teilweise auf Gefahren entfällt, die Gegenstand einer Feuerversicherung sein können, wenn die versicherten Gegenstände sich bei der Entgegennahme des Versicherungsentgelts im Geltungsbereich dieses Gesetzes befinden.